# Margarosticha
Margarosticha é um gênero de mariposa pertencente à família Crambidae.